# 5634 Victorborge
5634 Victorborge este o planetă minoră (asteroid) din centura de asteroizi. A fost descoperită pe 7 noiembrie 1978 la Observatorul Palomar de Eleanor F. Helin și a fost numită după Victor Borge⁠(d). 
Obiectul prezintă o orbită caracterizată de o semiaxă mare de 2,1465993 UAi, o excentricitate de 0,08, o înclinație de 3,36296 ° în raport cu ecliptica.